# Torre de los Clérigos
La Torre de los Clérigos conforma, junto con la iglesia, el complejo arquitectónico de la Iglesia y Torre de los Clérigos y se encuentra en el casco antiguo de la ciudad de Oporto, Portugal. Realizada en granito, la altura de la torre supera los 75 metros, los cuales se pueden ascender gracias a la escalera interior de más de 240 peldaños. En 2013, Portugal le dedicó una moneda conmemorativa de 2€. La Torre, así como su iglesia, está abierta al público y permite visitas, incluso durante la noche.

## Historia
Tanto la iglesia como la torre son obra de Nicolau Nasoni, uno de los máximos exponentes del arte barroco en la ciudad portuguesa. Comenzó a construirse en 1754 y se concluyó en 1763 a instancias de la Hermandad de los Clérigos Pobres. Además de la iglesia y su torre, el complejo de los Clérigos incluyó también una enfermería.
El diseño original incluía dos torres, pero la segunda nunca fue construida. Durante muchos años la Torre de los Clérigos fue el edificio más alto de Portugal. El complejo es Monumento Nacional desde 1910 y la Torre de los Clérigos es uno de los principales símbolos de la ciudad de Oporto.

## Estilo y ubicación
Aunque la fachada de la iglesia esté profusamente decorada, la auténtica joya del edificio es su torre de 76 metros de altura a la que se puede subir para contemplar las mejores panorámicas de Oporto y sus alrededores. Gracias a su ubicación, en una de las partes más elevadas de la ciudad, es visible desde muchos puntos de Oporto, por lo que durante muchos años sirvió de referencia a las embarcaciones que navegaban por el Duero.
El lugar donde se encuentra la Torre de los Clérigos recibe el nombre del "cerro de los ahorcados" por ser este el lugar donde se enterraba a los ajusticiados.
Al contrario que la iglesia, la parte exterior de la torre presenta un estilo menos abigarrado aunque sin alejarse demasiado del estilo propio del autor.
Cerca de la Torre, se encuentra el Jardín de João Chagas.

## Galería

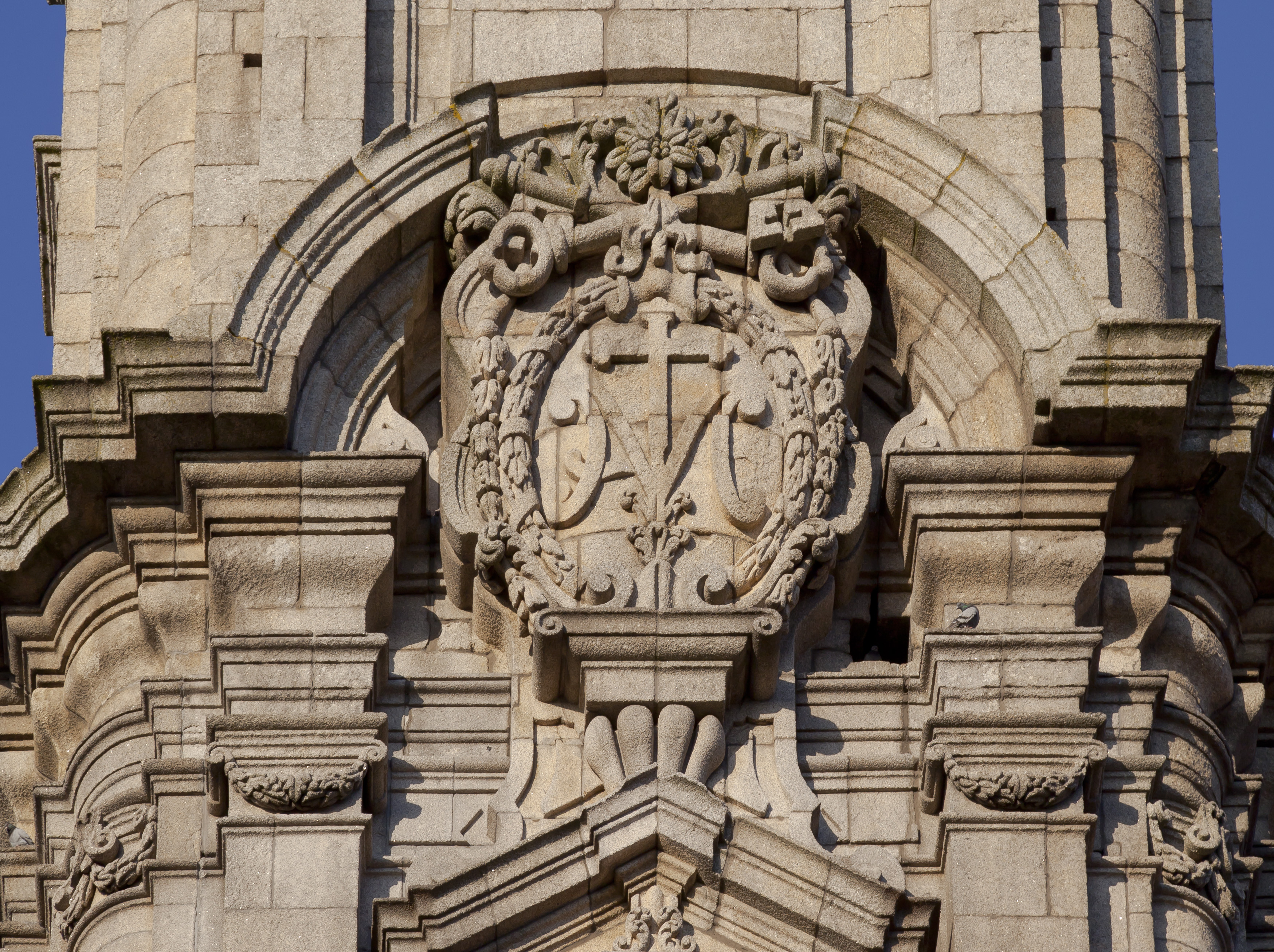
Detalle del escudo.
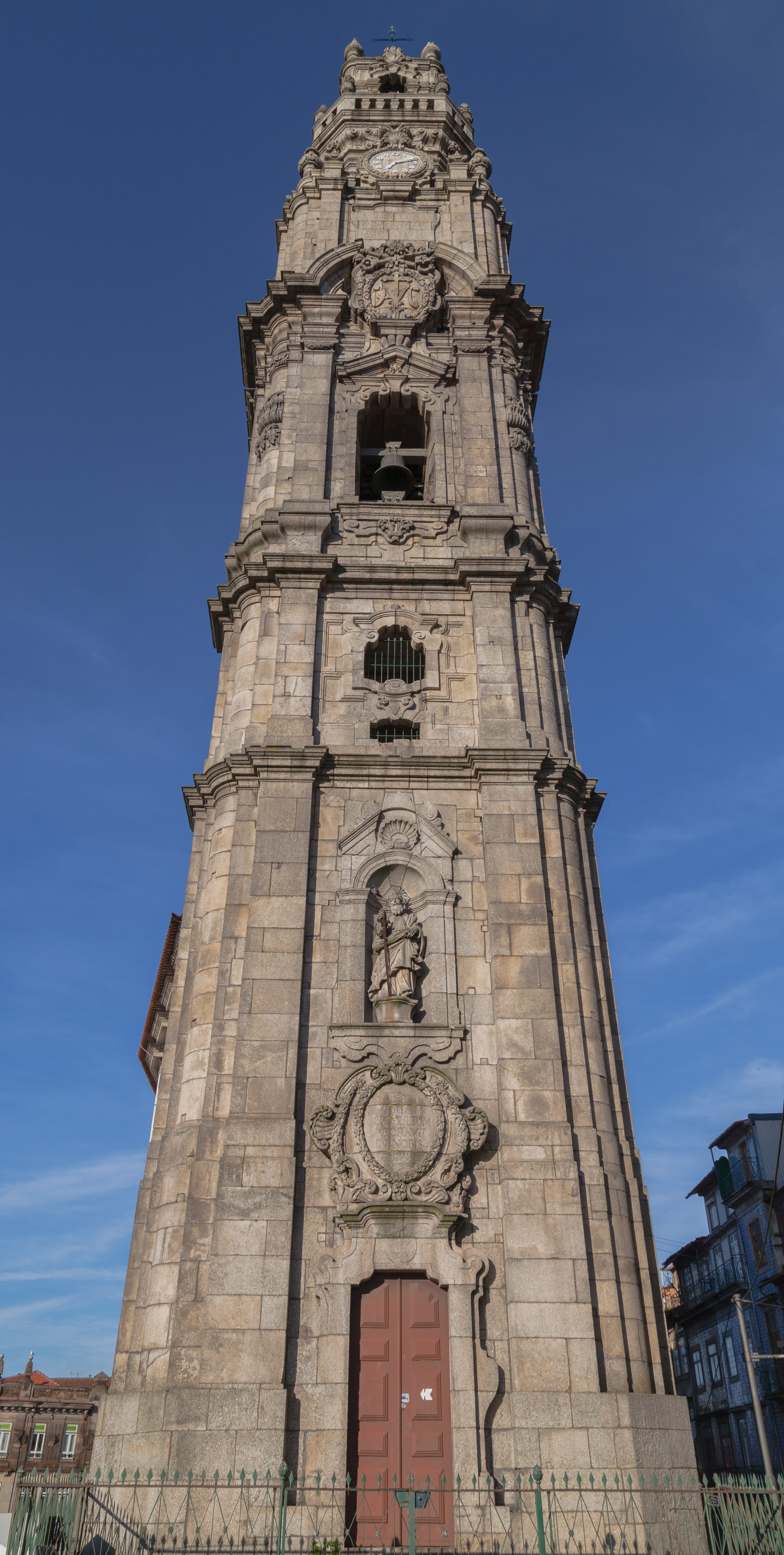
Vista inferior.
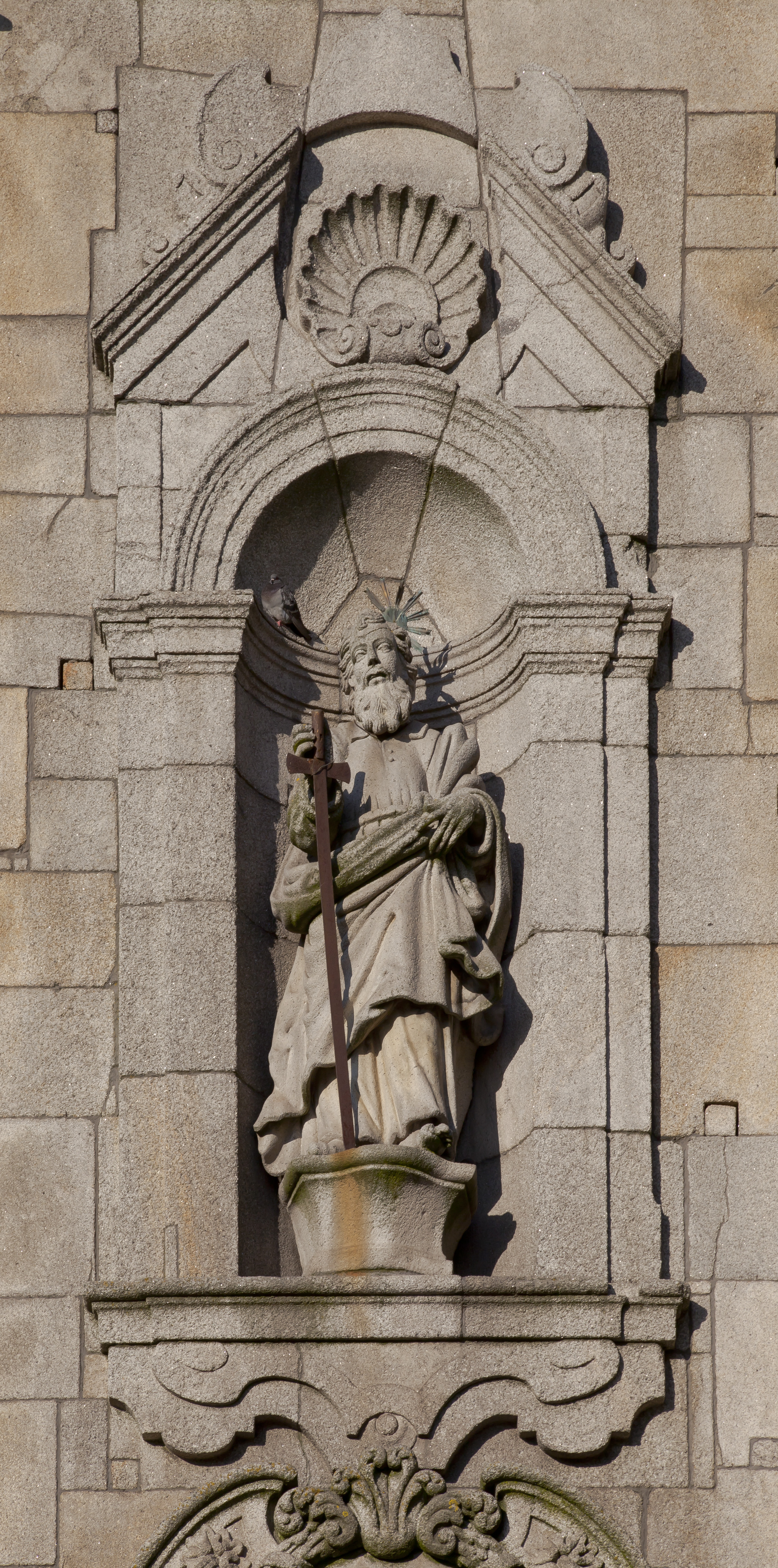
Estatua.
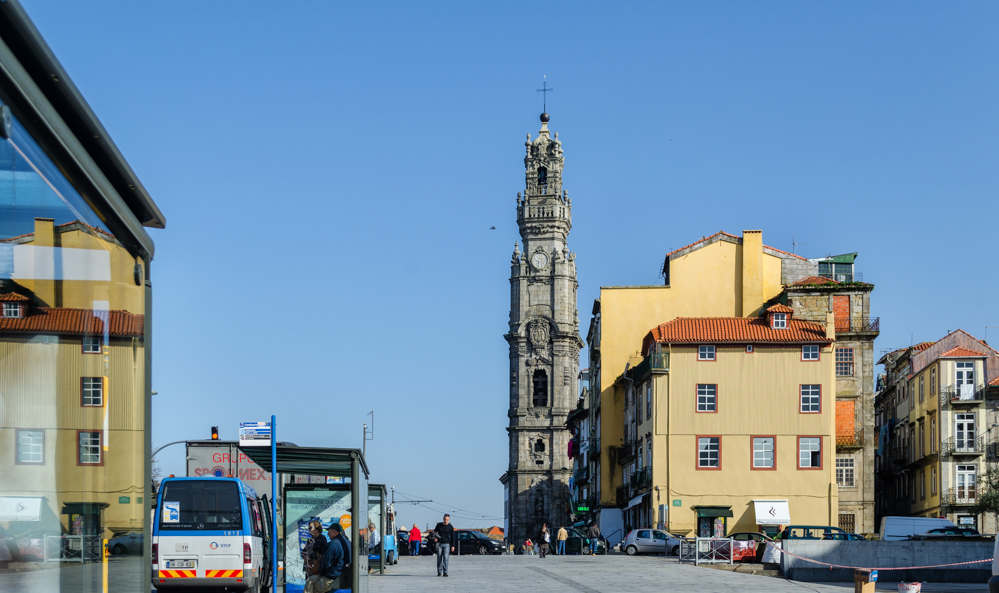
Vista lejana.
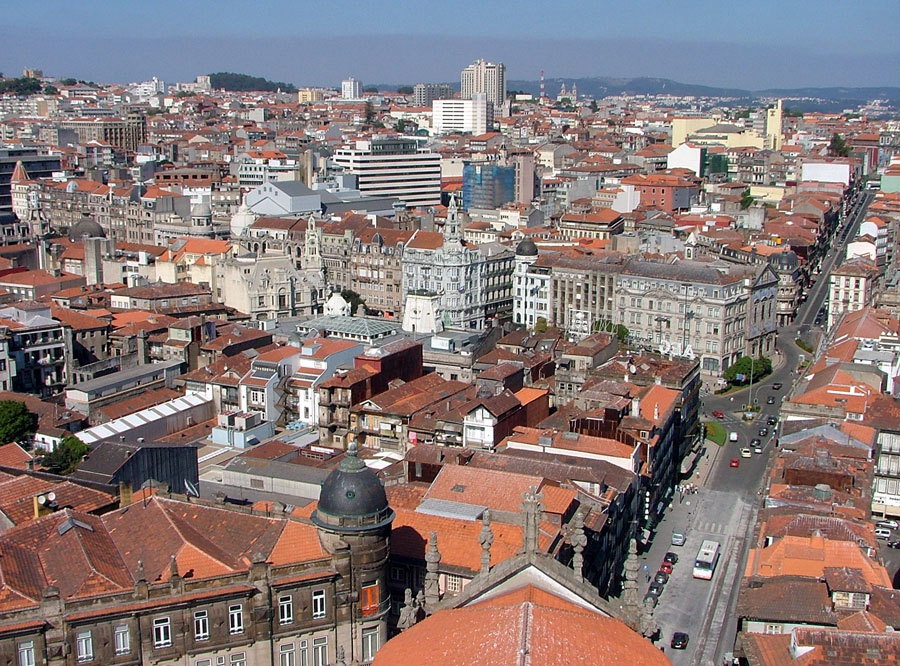
Vista desde la torre.